# Carlotta Pahl
Carlotta Josefine Pahl (* 4. Oktober 2005 in Hamburg) ist eine deutsche Synchronsprecherin, Schauspielerin, Musikerin und Model.

## Leben
Carlotta Pahl wurde 2005 als Tochter von Simona Pahl und Oliver Böttcher, die ebenfalls im Synchronbereich tätig sind, in Hamburg geboren.
Bereits mit drei Jahren verhalf diese ihr zu ihren ersten Synchronrollen, seit längerem spricht sie zum Beispiel in der Kinderserie Feuerwehrmann Sam die Rolle der Sarah. Seit 2015 ist sie die deutsche Stimme von Millie Bobby Brown, unter anderem als Eleven in der Netflix-Serie Stranger Things.

## Sprecherinrollen (Auswahl)
Millie Bobby Brown
- seit 2016: Stranger Things als Elfi
- 2019: Godzilla II: King of the Monsters als Madison Russell
- 2021: Godzilla vs. Kong als Madison Russell
- 2022: Enola Holmes 2 als Enola Holmes
- 2024: Damsel als Prinzessin Elodie

### Serien
- seit 2008: Feuerwehrmann Sam für Lily Cassano (als Sarah Jones)
- 2016–2019: Designated Survivor für Mckenna Grace (als Penny Kirkman)
- 2016: Inui (als Inui)
- 2017–2020: Eine lausige Hexe für Meibh Campbell (Staffel 1) und Megan Hughes (ab Staffel 2) (als Maud)
- 2018–2023: Hilda für Bella Ramsey (als Hilda)

### Filme
- 1972: Quäle nie ein Kind zum Scherz für Fausta Avelli (als Malvina) [Erstsynchro 2015]
- 2014: The Captive – Spurlos verschwunden für Peyton Kennedy (als Cass (mit 9))
- 2015: Der Sturm – Life on the Line für Sidney Grigg (als junge Bailey)
- 2019: Der Club der hässlichen Kinder für Laura van der Meché (als Roxie)
- 2020: Peninsula für Lee Re (als Jooni)
- 2020: Psycho Goreman für Nita-Josee Hanna (als Mimi)
- 2021: Unschuld und Verlangen für Louisiane Gouverneur (als Solange)
- 2022: Peter von Kant für Aminthe Audiard (als Gabriele von Kant)